# USS Thomas (DE-102)
USS Thomas (DE-102) là một tàu hộ tống khu trục lớp Cannon từng phục vụ cùng Hải quân Hoa Kỳ trong Chiến tranh Thế giới thứ hai. Nó là chiếc tàu chiến thứ hai của Hải quân Hoa Kỳ được đặt cái tên này, theo tên Đại úy Hải quân Clarence Crase Thomas (1886-1917), người được biệt phái cùng đội vũ trang trên tàu buôn SS Vacuum, và đã tử trận khi Vacuum bị tàu ngầm Đức phóng ngư lôi đánh chìm; Thomas trở thành sĩ quan Hải quân Hoa Kỳ đầu tiên tử trận trong Thế Chiến I, ông được truy tặng Huân chương Chữ thập Hải quân. Nó đã phục vụ cho đến khi chiến tranh kết thúc, xuất biên chế năm 1946, rồi được chuyển cho Hải quân Trung Hoa dân quốc năm 1948, và tiếp tục phục vụ như là chiếc ROCS Tai Ho (DE-23) (太和 - Hán-Việt: Thái Hòa) cho đến năm 1972. Con tàu bị tháo dỡ sau đó. Thomas được tặng thưởng bốn Ngôi sao Chiến trận do thành tích phục vụ trong Thế Chiến II.

## Thiết kế và chế tạo
Lớp Cannon có thiết kế hầu như tương tự với lớp Buckley dẫn trước; khác biệt chủ yếu là ở hệ thống động lực Kiểu DET (diesel electric tandem). Các động cơ diesel đặt nối tiếp nhau dẫn động máy phát điện để cung cấp điện năng quay trục chân vịt cho con tàu. Động cơ diesel có ưu thế về hiệu suất sử dụng nhiên liệu, giúp cho lớp Cannon cải thiện được tầm xa hoạt động, nhưng đánh đổi lấy tốc độ chậm hơn.
Vũ khí trang bị bao gồm ba pháo 3 in (76 mm)/50 cal trên tháp pháo nòng đơn có thể đối hạm hoặc phòng không, một khẩu đội pháo phòng không Bofors 40 mm nòng đôi và tám pháo phòng không Oerlikon 20 mm. Vũ khí chống ngầm bao gồm một dàn súng cối chống tàu ngầm Hedgehog Mk. 10 (có 24 nòng và mang theo 144 quả đạn); hai đường ray Mk. 9 và tám máy phóng K3 Mk. 6 để thả mìn sâu. Con tàu vẫn giữ lại ba ống phóng ngư lôi Mark 15 21 inch (533 mm). Thủy thủ đoàn đầy đủ bao gồm 15 sĩ quan và 201 thủy thủ.
Thomas được đặt lườn tại xưởng tàu của hãng Dravo Corporation ở Wilmington, Delaware vào ngày 16 tháng 1, 1943. Nó được hạ thủy vào ngày 31 tháng 7, 1943, được đỡ đầu bởi bà Herndon B. Kelly, và nhập biên chế cùng Hải quân Hoa Kỳ vào ngày 21 tháng 11, 1943 dưới quyền chỉ huy của Hạm trưởng, Thiếu tá Hải quân David M. Kellogg.

## Lịch sử hoạt động

### USS Thomas
Lên đường đi Bermuda vào ngày 7 tháng 12, 1943, Thomas tiến hành chạy thử máy huấn luyện cho đến ngày 15 tháng 1, 1944. Vào đầu tháng 2, nó phục vụ như tàu huấn luyện tại Norfolk, Virginia cho đến khi gia nhập Đội đặc nhiệm 21.16, một đội tìm-diệt chống tàu ngầm được hình thành chung quanh tàu sân bay hộ tống Block Island (CVE-21). Trong giai đoạn nó hoạt động cùng đơn vị này cho đến ngày 31 tháng 3, đội tìm-diệt đã đánh chìm ba tàu ngầm U-boat Đức tại Đại Tây Dương.
Lúc 22 giờ 08 phút ngày 29 tháng 2, tàu hộ tống khu trục Bronstein (DE-189) phát hiện một tàu lạ qua màn hình radar ở khoảng cách 6.500 yd (5.900 m); nó phối hợp cùng Thomas và Bostwick (DE-103) tiếp cận để bao vây mục tiêu nghi ngờ. Sau khi xác định đối tượng là một tàu ngầm đang nổi trên mặt nước, Bronstein bắn pháo vào mục tiêu nhưng đối thủ lập tức lặn xuống nước. Các tàu hộ tống theo dõi mục tiêu qua sonar và tấn công bằng các loạt mìn sâu cho đến 03 giờ 24 phút, khi một loạt mìn sâu của Thomas tạo ra một vụ nổ lớn dưới nước. Nhiều khả năng mục tiêu bị tiêu diệt là tàu ngầm U-709, vốn được chính thức ghi nhận là mất tích.
Trong khi đó, Bronstein phát hiện ra một mục tiêu khác qua sonar và đã tấn công bằng một loạt mìn sâu. Nó báo cáo đã đánh chìm tàu ngầm U-603; tuy nhiên việc tra cứu tài liệu của Hải quân Đức sau chiến tranh không thể xác nhận chiến công này, vì U-603 được ghi nhận đã mất liên lạc gần hai tuần trước đó. Đến ngày 17 tháng 3, Bronstein và Carry (DD-463) phối hợp cùng 3 máy bay xuất phát từ Block Island đã đánh chìm tàu ngầm U-801 tại tọa độ 16°42′B 30°28′T / 16,7°B 30,467°T với tổn thất nhân mạng 10 người tử trận và 47 người sống sót.
Rời Norfolk vào ngày 13 tháng 4, Thomas hộ tống cho Đoàn tàu UGS 39 đi sang Bắc Phi, và quay trở về cùng với Đoàn tàu GUS 39 vào ngày 29 tháng 4. Đến ngày 10 tháng 6, con tàu lại được điều động gia nhập Đội đặc nhiệm 22.10, một đội tìm-diệt tàu ngầm được hình thành chung quanh tàu sân bay hộ tống Card (CVE-11), và hoạt động truy lùng tàu ngầm đối phương dọc theo tuyến hàng hải chính vượt Đại Tây Dương. Lúc hoàng hôn ngày 5 tháng 7 tại một vị trí cách 100 mi (160 km) về phía Nam đảo Sable, tàu hộ tống khu trục Baker (DE-190) phát hiện một mục tiêu qua sonar; hai loạt mìn sâu mà nó tấn công đã buộc tàu ngầm đối phương phải nổi lên mặt nước. Thomas đã tấn công bằng hải pháo rồi húc vào chiếc tàu ngầm vào phần phía sau chiếc U-boat cách tháp chỉ huy 20 ft (6,1 m). U-233 đắm chỉ trong vòng một phút với phần đuôi chìm trước tại tọa độ 42°16′B 59°49′T / 42,267°B 59,817°T và tổn thất nhân mạng 32 người tử trận. Thomas đã cứu vớt 20 người sống sót bao gồm hạm trưởng chiếc U-boat. Nó được cho tách ra khỏi đội tìm-diệt hai ngày sau đó, và quay trở về Xưởng hải quân Boston để sửa chữa.
Rời xưởng tàu vào ngày 18 tháng 7, Thomas phục vụ cho việc huấn luyện tàu ngầm mới cho đến cuối tháng 8. Nó tham gia trở lại đội đặc nhiệm của Card vào ngày 18 tháng 9 và hoạt động tuần tra tại vùng biển Bắc Đại Tây Dương cho đến ngày 3 tháng 11, khi các tàu chiến trong đội quay trở về các cảng dọc bờ Đông để sửa chữa. Sau khi tập trung trở lại vào ngày 30 tháng 11, đội đặc nhiệm quay trở lại khu vực tuần tra được chỉ định, nưng không phát hiện thấy tàu ngầm đối phương. Đến ngày 29 tháng 12, lực lượng được lệnh quay trở về New York; đội đặc nhiệm tìm-diệt lại xuất phát để tuần tra vào ngày 16 tháng 1, 1945. Thomas quay trở về New York vào ngày 14 tháng 3 để sửa chữa, và gia nhập trở lại đội của Card mười ngày sau đó tại vùng biển ngoài khơi Florida. Trong một tháng tiếp theo nó đảm nhiệm vai trò canh phòng máy bay phục vụ cho hoạt động huấn luyện chuẩn nhận phi công tàu sân bay, rồi tham gia hộ tống cho Đoàn tàu KN 32 đi từ Key West đến New York.
Trong đêm 29 tháng 4, 1945, đoàn tàu vận tải đang ở vị trí về phía Đông mũi Henry khi Natchez (PF-2) dò được tín hiệu sonar một tàu ngầm U-boat. Chiếc tàu frigate tìm cách húc đối phương nhưng đối thủ kịp thời lặn xuống. Sau khi nhận được tin báo, Thomas, Bostwick cùng với Coffman (DE-191) đi đến để trợ giúp. Coffman tiến hành ba lượt tấn công trong khi Thomas hoạt động ngăn chặn và Bostwick thả một loạt mìn sâu, ghi nhận những vụ nổ ngầm dưới nước khoảng tám phút sau đó. Natchez quay lại tấn công lúc 02 giờ 07 phút, loạt mìn sâu của nó tạo ra một mảng dầu loang lớn; và 45 phút sau đó một tiếng nổ lớn xảy ra dưới nước. Sau đó không còn dò thấy tín hiệu tàu ngầm đối phương. Thoạt tiên người ta cho rằng đã tiêu diệt được chiếc U-boat U-548, nhưng sau này được xác định là U-879 đã bị đánh chìm tại tọa độ 36°34′B 74°00′T / 36,567°B 74°T với tổn thất nhân mạng toàn bộ 52 thành viên thủy thủ đoàn.
Hơn một tuần lễ sau đó, Đức Quốc Xã đầu hàng, kết thúc cuộc xung đột tại Đại Tây Dương. Thomas tiếp tục tuần tra lại khu vực các eo biển Long Island và Block Island trong tháng 5 và tháng 6, chuyển sang phục vụ canh phòng máy bay cho tàu sân bay hộ tống Mission Bay (CVE-59) trong tháng 7 và tháng 8, rồi hoạt động tương tự cho tàu sân bay hộ tống Croatan (CVE-25) trong tháng 9 và tháng 10. Vào ngày 27 tháng 10, con tàu đi đến cảng để tham gia những lễ hội nhân ngày Hải quân, rồi trong tháng 11 đã hộ tống chiếc tàu ngầm U-boat U-530 đi đến nhiều cảng tại Texas.
Thomas được cho xuất biên chế tại Green Cove Springs, Florida vào tháng 3, 1946. Tên nó được cho rút khỏi danh sách Đăng bạ Hải quân vào ngày 22 tháng 12, 1948.

### ROCSTai Ho(DE-23)
Con tàu được chuyển cho Hải quân Trung Hoa dân quốc vào ngày 29 tháng 10, 1948, và được đổi tên thành ROCS Tai Ho (DE-23) (太和 - Hán-Việt: Thái Hòa).
Vào ngày 30 tháng 9, 1949, Tai Ho đã can dự vào một sự kiện ngăn chặn ba tàu buôn Hoa Kỳ thuộc hãng tàu Isbrandtsen ngoài khơi Thượng Hải. Đây là một phần của Chính sách Đóng cửa mà chính phủ Quốc dân Đảng áp dụng từ tháng 6, 1949, tiến hành phong tỏa các cảng biển đã bị lực lượng Trung Cộng kiểm soát. Một thuyền trưởng tàu buôn người Mỹ đã báo cáo qua vô tuyến về việc "một tàu vũ trang đang đe dọa" tàu của ông. Cuối cùng chiếc tàu chiến Đài Loan tách ra xa và không có hành động nào khác.
Cùng với chính phủ và lực lượng Quốc dân Đảng, Tai Ho triệt thoái sang Đài Loan vào năm 1949. Nó tiếp tục phục vụ cùng Hải quân Đài Loan cho đến khi ngừng hoạt động năm 1972 và bị tháo dỡ sau đó.

## Phần thưởng
Thomas được tặng thưởng bốn Ngôi sao Chiến trận do thành tích phục vụ trong Thế Chiến II.
|  |                                                       |  |
|  | Bronze star · Bronze star · Bronze star · Bronze star |  |

| Dãi băng Hoạt động Tác chiến (truy tặng) |                                                                              |                                      |
| Huân chương Chiến dịch Hoa Kỳ            | Huân chương Chiến dịch Châu Âu-Châu Phi-Trung Đông với 4 Ngôi sao Chiến trận | Huân chương Chiến thắng Thế Chiến II |